# Eskoriatza
Eskoriatza (spanisch Escoriaca) ist ein Ort und eine Gemeinde (municipio) mit 4.241 Einwohnern (Stand: 2024) in der Provinz Gipuzkoa in der Autonomen Region Baskenland im Norden Spaniens. Die Gemeinde besteht neben dem Hauptort Eskoriatza aus den Ortschaften Apotzaga, Bolibar, Gellao, Marín, Mazmela, Mendiola und Zarimutz.

## Lage und Klima
Eskoriatza liegt am Oberlauf des Río Deba ca. 55 km (Fahrtstrecke) südöstlich von Bilbao bzw. ca. 22 km nordöstlich von Vitoria-Gasteiz in einer Höhe von ca. 275 m in den Südhängen des Kantabrischen Gebirges. Das von der ca. 40 km Luftlinie nördlich gelegenen Biscaya beeinflusste Klima ist gemäßigt; Regen (ca. 1066 mm/Jahr) fällt übers Jahr verteilt.

## Bevölkerungsentwicklung
| Jahr      | 1970 | 1981 | 1991 | 2001 | 2011 | 2021 |
| Einwohner | 3903 | 4202 | 3860 | 3938 | 4043 | 4131 |

Der deutliche Bevölkerungsanstieg in der zweiten Hälfte des 20. Jahrhunderts ist im Wesentlichen auf die durch die Mechanisierung der Landwirtschaft und die Aufgabe kleinbäuerlicher Betriebe ausgelöste Abwanderung aus den ländlichen Gebieten der Umgebung zurückzuführen.

## Sehenswürdigkeiten
Die Goldschalen von Axtroki (spanisch Cuencos de Axtroki) aus der späten Bronzezeit wurden im Ortsteil Axtroki gefunden und um 1200–800 v. Chr. datiert. 
- Burg von Aitzorrotz aus dem 12. Jahrhundert
- Peterskirche in Eskoriatza
- Michaeliskirche in Apotzaga
- Kirche in Gellao
- Magdalenenkirche in Marin
- Johannes-der-Täufer-Kirche in Mendiola
- Peterskirche in Zarimutz
- Hospital del Santísimo Rosario aus dem Barock (17. Jahrhundert)
- Rathaus

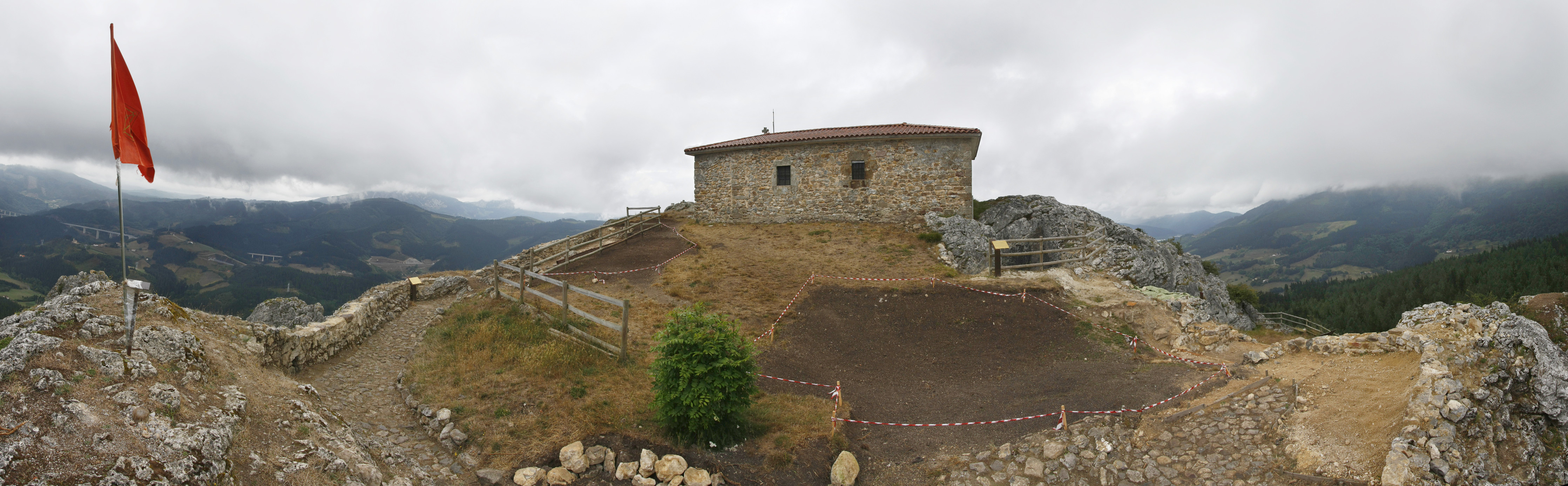
Burganlage von Aitzorrotz
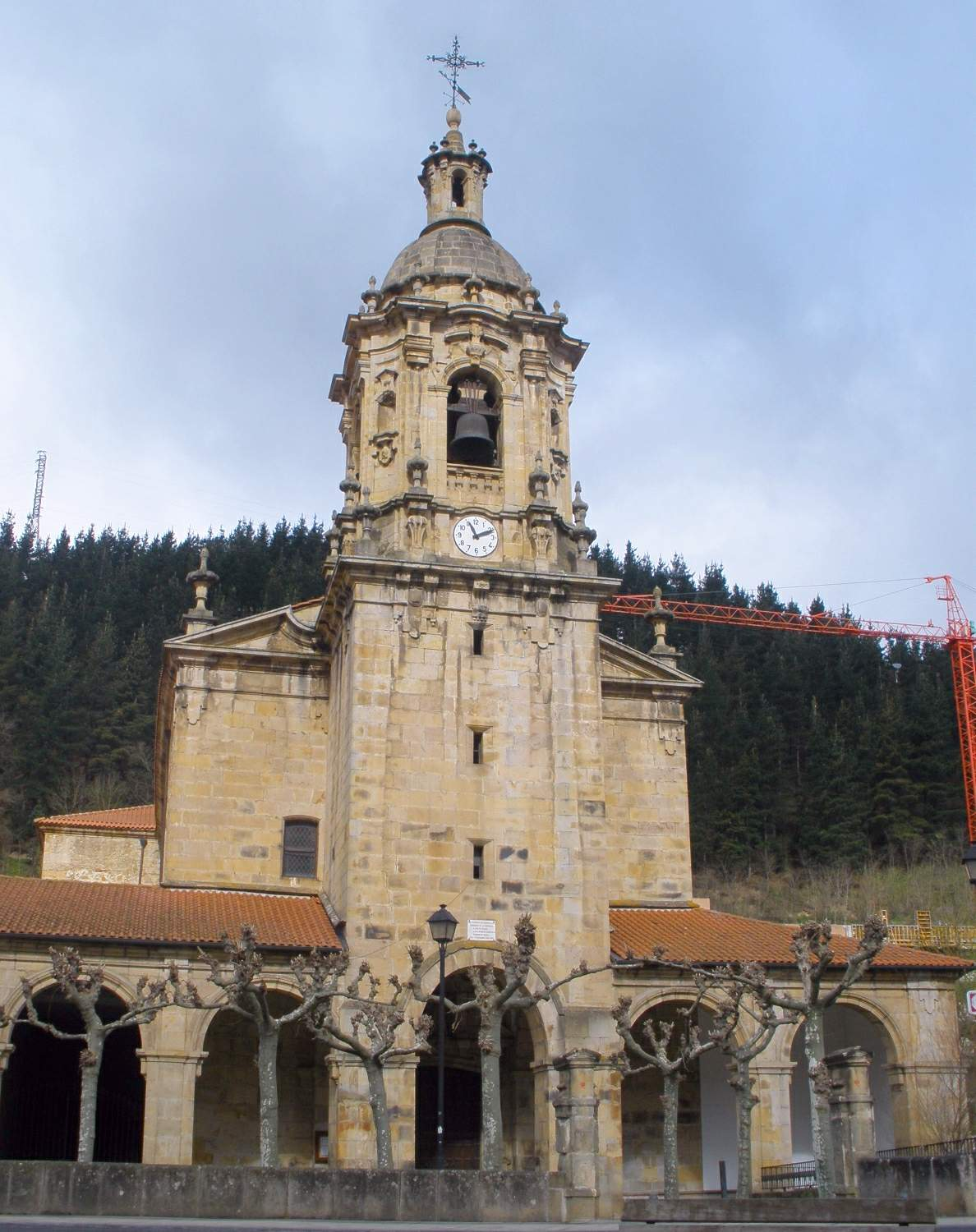
Peterskirche in Eskoriatza
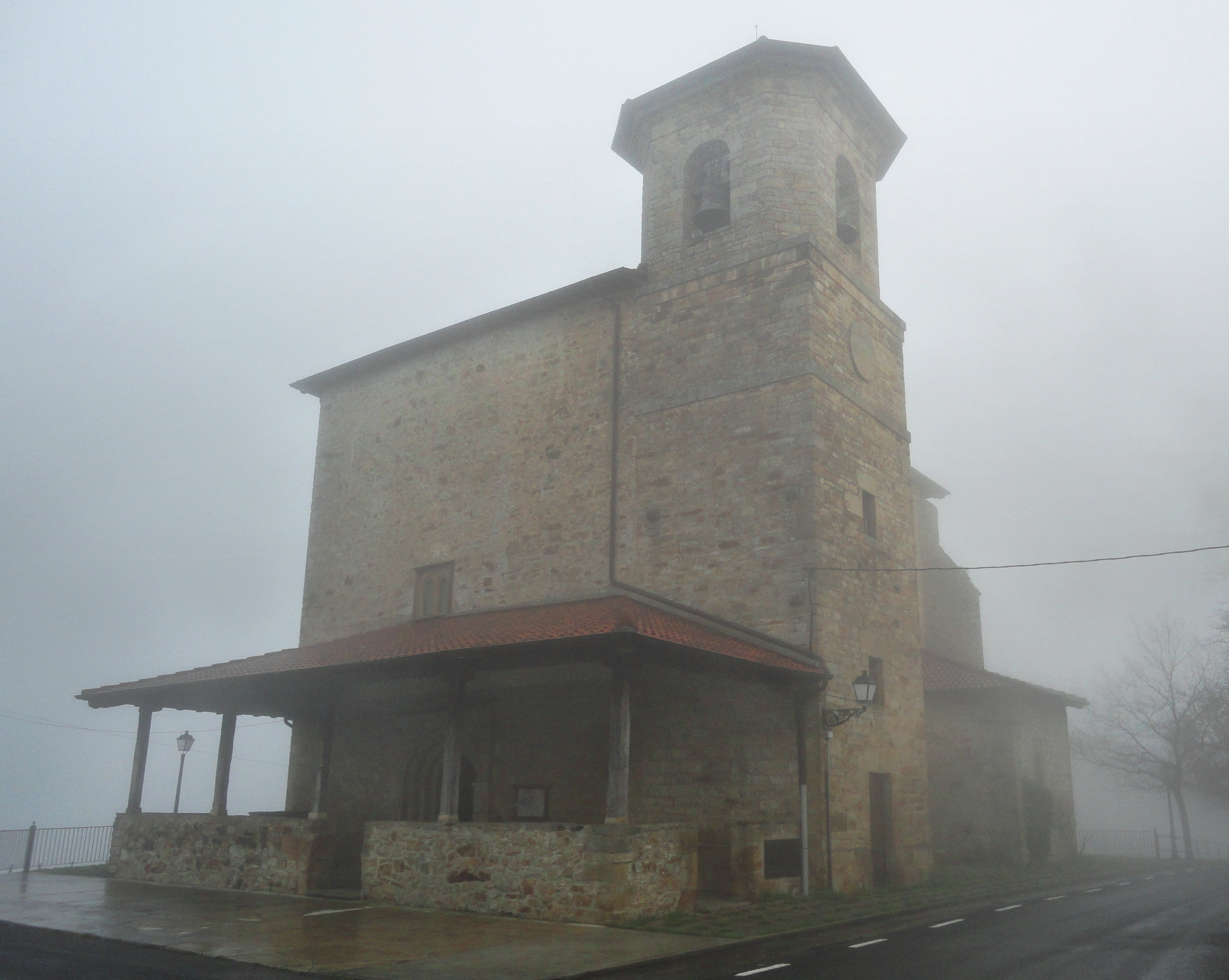
Michaeliskirche
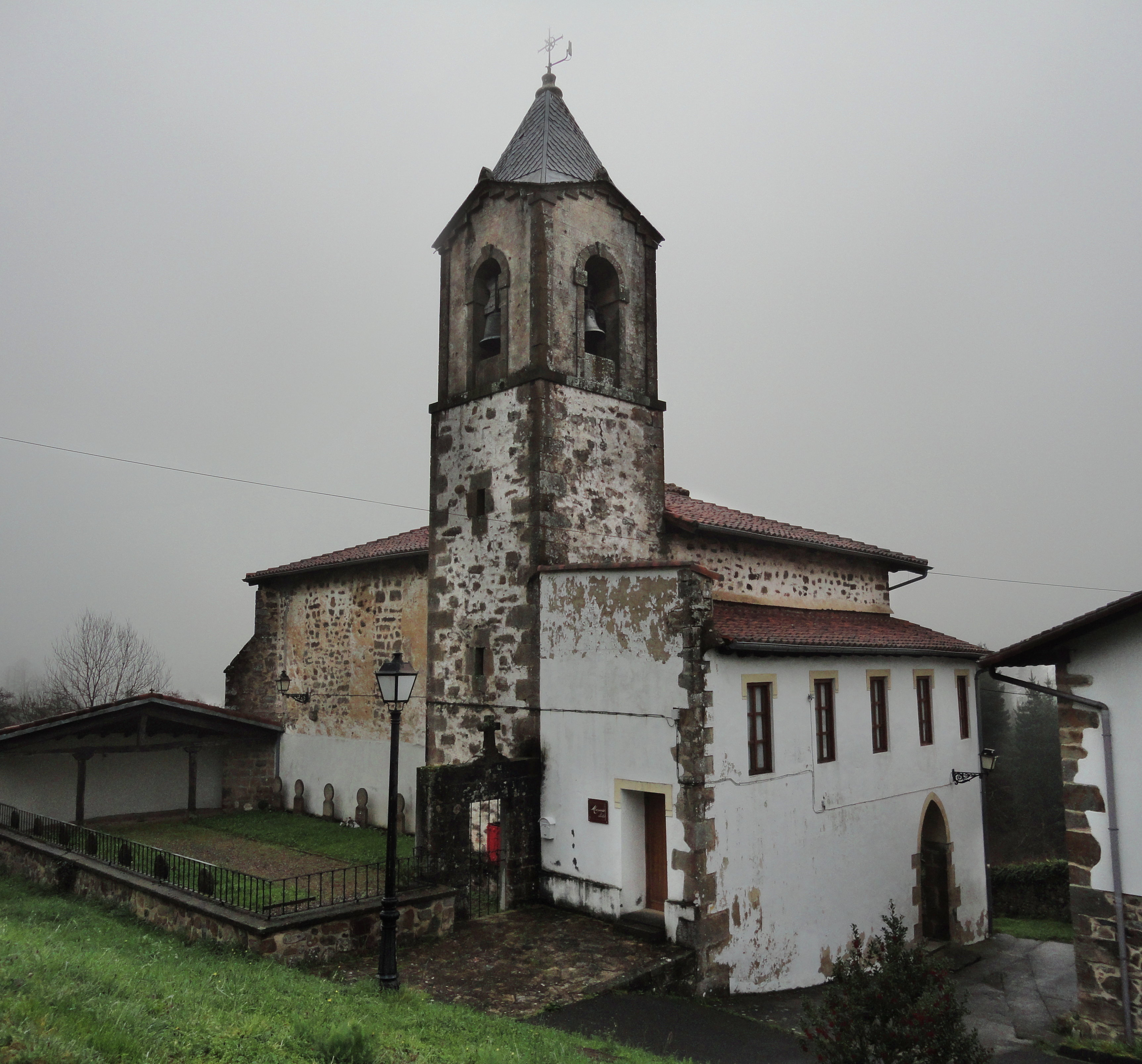
Kirche in Gellao
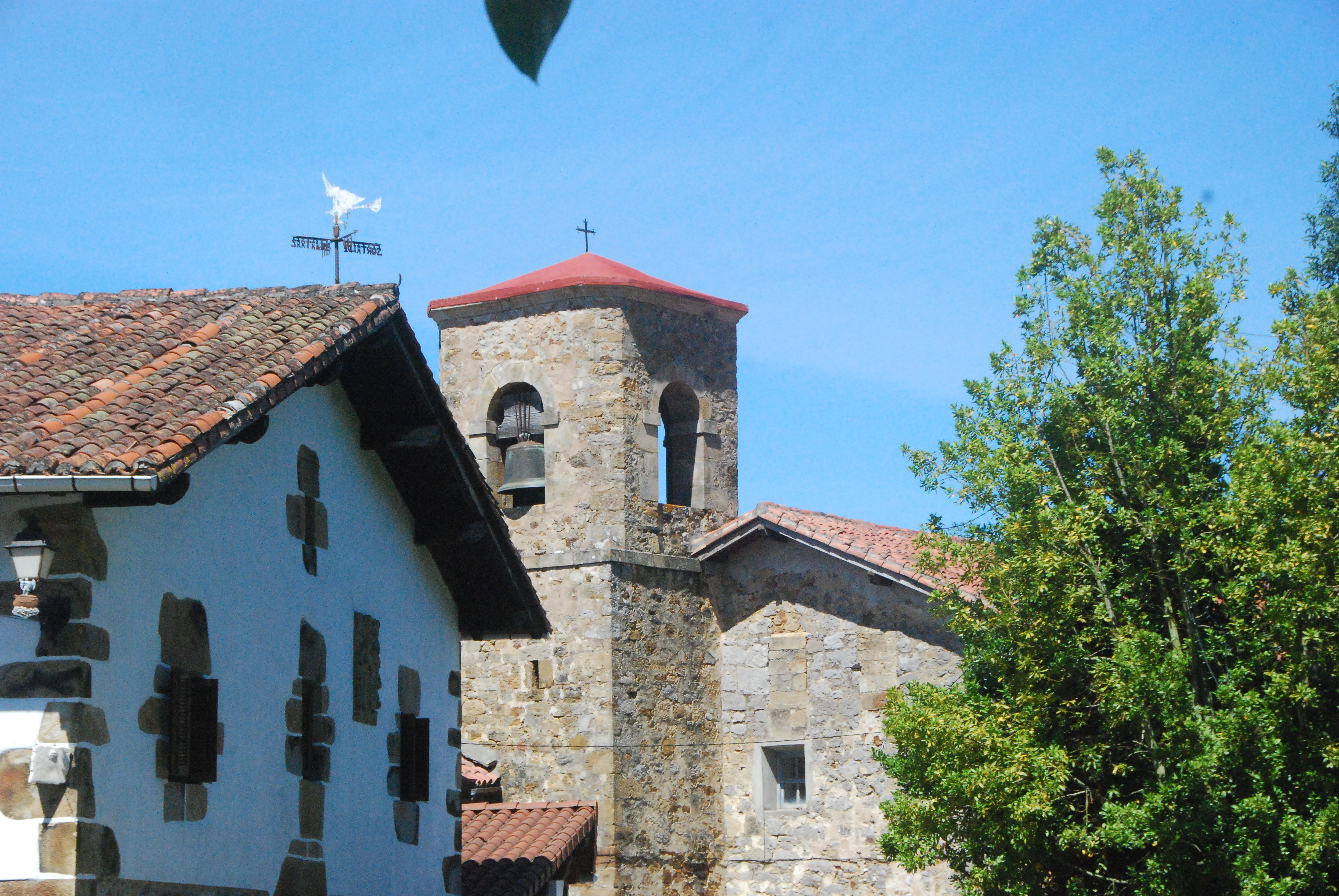
Johannes-der-Täufer-Kirche in Mendiola
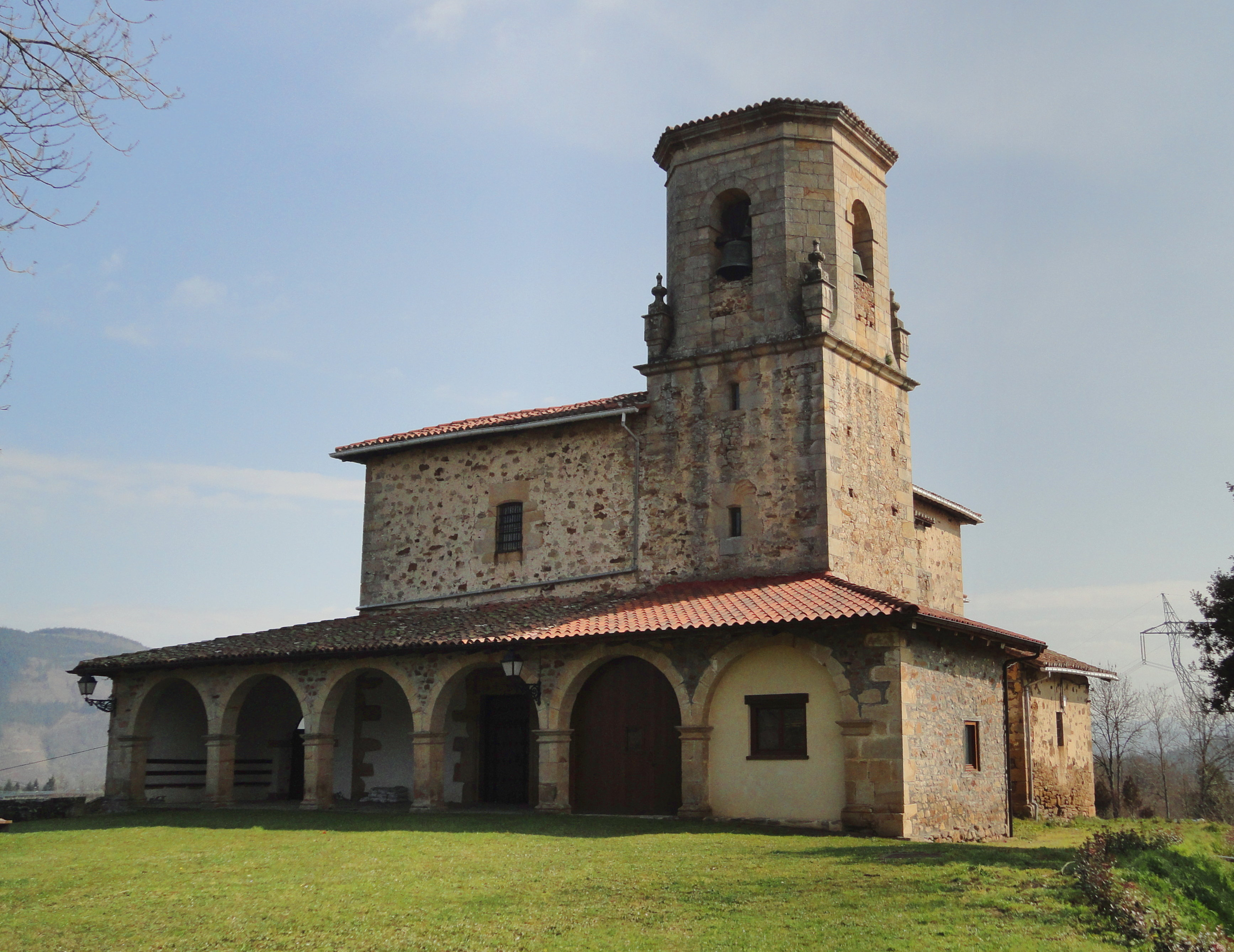
Peterskirche in Zarimutz
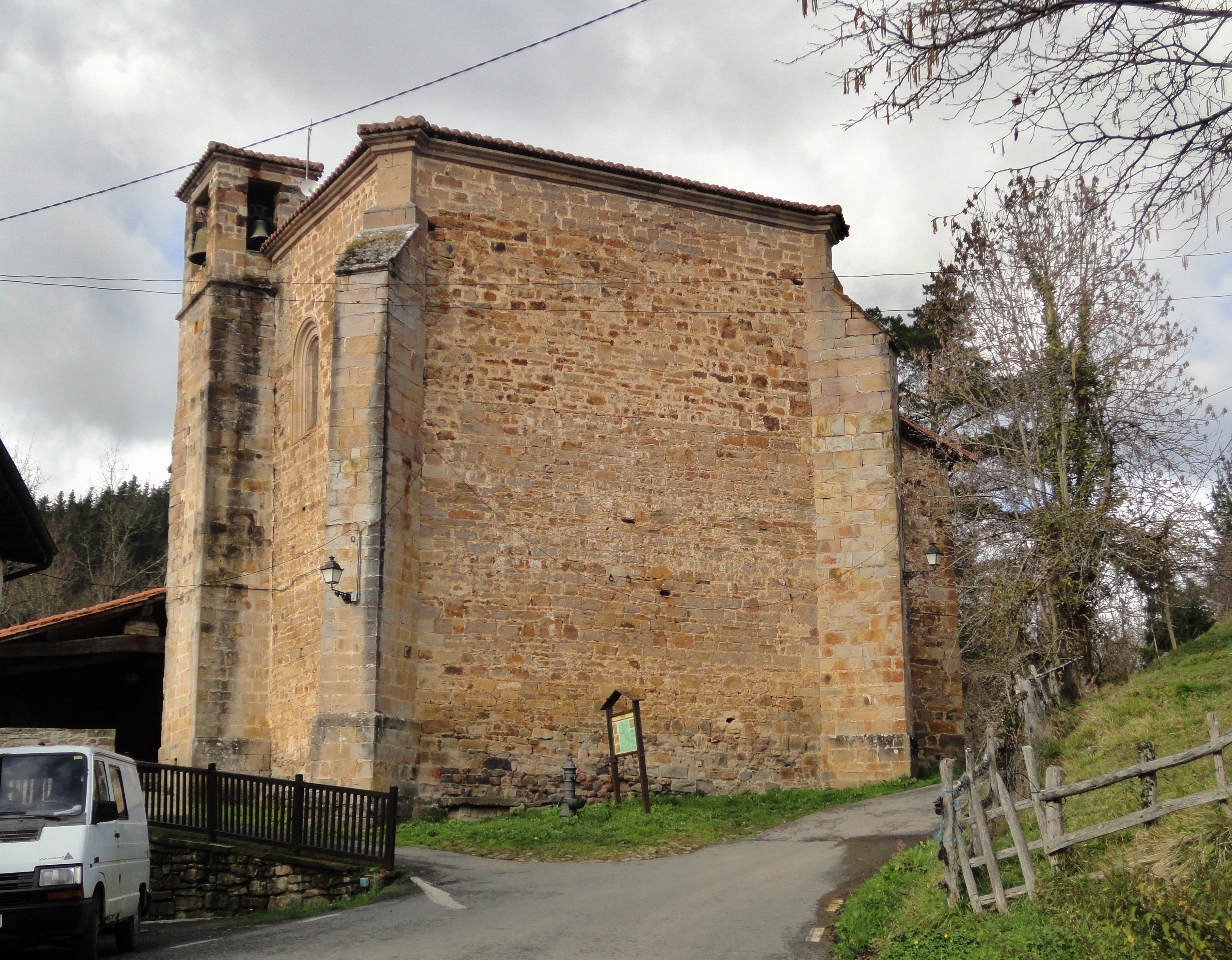
Magdalenenkirche in Marin
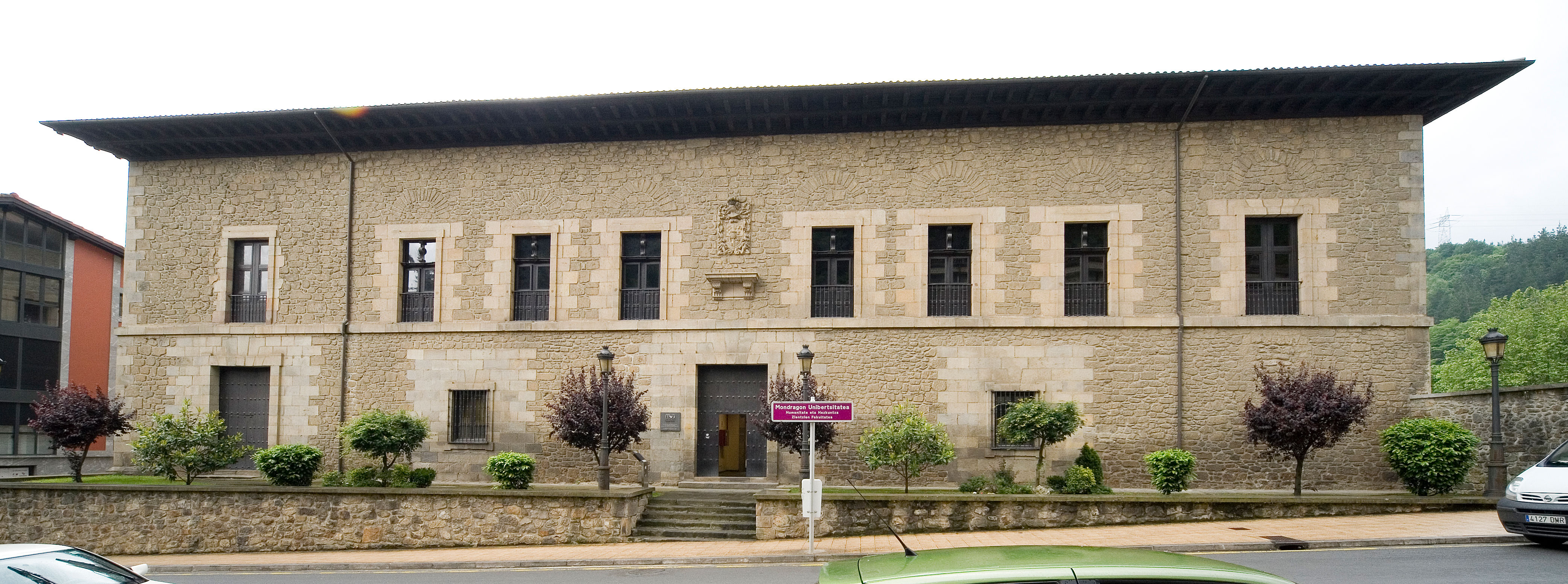
Hospital del Santísimo Rosario
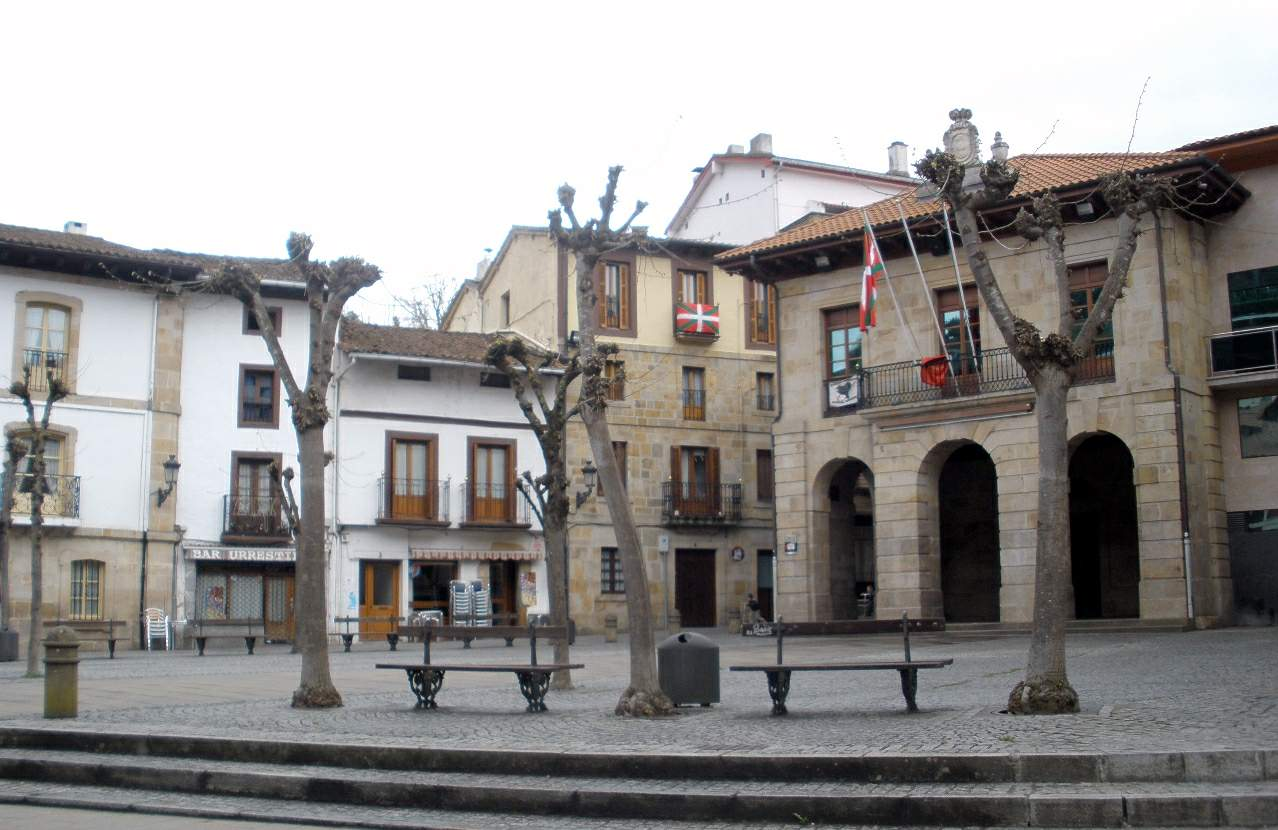
Rathaus in Eskoriatza

## Söhne und Töchter der Stadt
- Víctor Sarasqueta Suinaga (1864–1930), Büchsenmacher
- Félix Likiniano (1909–1982), Anarchist
- Koldo Martínez Urionabarrenetxea (* 1953), Politiker